# گاز-۵۵
گاز۵۵ (روسی: ГАЗ-۵۵) یک آمبولانس نظامی شوروی بود که در دهه ۱۹۳۰ توسط شرکت گورکوفسکی آوتوموبیلنی زاود (به اختصار: GAZ) ساخته شد و توسط اتحاد جماهیر شوروی سوسیالیستی در طول جنگ جهانی دوم مورد استفاده قرار گرفت. این خودرو بر پایه گاز-ای‌ای ساخته شده بود. تولید این آمبولانس تا سال ۱۹۴۶ ادامه داشته‌است.